# Weingartia tarvitaensis
Weingartia tarvitaensis ist eine Pflanzenart in der Gattung Weingartia aus der Familie der Kakteengewächse (Cactaceae). Der Artname geht auf das Verbreitungsgebiet der Pflanzen, um die Ortschaft Tarvita, zurück.

## Beschreibung
Weingartia tarvitaensis wächst einzeln und nur nach Verletzung sprossend mit flachkugeligen Körpern. Diese erreichen einen Durchmesser von bis zu 4 Zentimeter (vereinzelt bis zu 7 Zentimeter) und Wuchshöhen von bis zu 2 Zentimeter. Sie besitzen eine 7 Zentimeter lange Rübenwurzel, welche sich nach unten konisch verjüngt und in mehrere fleischige Stränge übergeht. Die auf Höckern angeordneten Areolen sind etwa 1 Millimeter breit und 3 bis 4 Millimeter lang. Die dünnen, 18 bis 20 Randdornen sind zum Pflanzenkörper hin gebogen, manchmal auch etwas abstehend und werden 3 bis 10 Millimeter lang. Sie sind schwarzbraun bis fast schwarz gefärbt, am Fuß etwas heller. Die Oberfläche der Dornen ist glatt.
Die rundlichen und rotbraun gefärbten Knospen erscheinen an der Basis des Pflanzenkörpers. Die schlanken trichterförmigen Blüten sind 35 Millimeter lang und besitzen Durchmesser von 30 Millimeter. Sie sind hell karminrot gefärbt und haben im Schlund wenige Violettanteile.
Die Frucht ist eine rotbraune Scheinbeere mit einem Durchmesser von 5 bis 6 Millimeter. In der Frucht sind 20 bis 25 Samen enthalten.

## Systematik und Verbreitung
Weingartia tarvitaensis ist im bolivianischen Departamento Chuquisaca in der Provinz Azurduy um die Ortschaft Tarvita (Villa Orías) in Höhenlagen von 2500 bis 3200 Metern verbreitet.
Die Erstbeschreibung als Sulcorebutia tarvitaensis wurde 2008 durch Willi Gertel und Peter Lechner veröffentlicht. Günter Hentzschel und Karl Augustin stellten die Art 2008 in die Gattung Weingartia.

## Nachweise